# Айтмухамбетова, Гульнафиз Гарифоллаевна
Гульнафиз Гарифоллаевна Айтмухамбетова (2 февраля 1988) — казахстанская тхэквондистка, мастер спорта Республики Казахстан международного класса.

## Биография
Родилась в городе Астрахань РСФСР. Казака. Училась в ДЮСШ-4 и Астраханском государственном университете.
В настоящее время – студентка естественно-географического факультета Атырауского государственного университета им. Х. Досмухамедова.
С 2009 года – спортсмен-инструктор отделения тхэквондо СДЮШОР №1 (г. Атырау). С 2009 года находится в составе национальной сборной РК по тхэквондо при ДШНК и СР (г. Атырау).
С 2009 года – спортсмен-инструктор отделения тхэквондо Центра подготовки олимпийского резерва, спортсмен-инструктор филиала республиканского общественного объединения «Федерация тхэквондо РК» Атырауской области.
Чемпионка РК; победительница Кубка РК; чемпионка Азиатских игр по восточному единоборству (Таиланд, 2009); победительница универсиады РК (г. Атырау), Всемирной универсиады (Сербия, 2009).
Участник Олимпиады — 2012 в Лондоне в категории до 67 кг.